# Rannvá Andreasen
Rannvá Biskopstø Andreasen, född den 10 november 1980, är en färöisk fotbollsspelare. Andreasen har spelat 56 landskamper och gjort 26 mål för Färöarnas damlandslag i fotboll. Detta placerade henne som etta både på listan över de som spelat flest landskamper och över dem som gjort flest landslagsmål för Färöarnas damlandslag.
Under hela karriären har Andreasen representerat det färöiska klubblaget KÍ Klaksvík.